# Slapnik (priimek)
Slapnik [slápnik] je priimek več znanih Slovencev:
- Marija Slapnik, prevajalka
- Marko Slapnik, inženir gozdarstva
- Matej Slapnik, podjetnik
- Rajko Slapnik (*1961), biolog, jamar
- Tadej Slapnik (*1973), inženir strojništva, politik
- Tomaž Slapnik, igralec